# Империя (сезон 2)
Второй сезон прайм-тайм мыльной оперы «Империя» стартовал на Fox 23 сентября 2015 года и завершился 18 мая 2016 года, состоит из восемнадцати эпизодов.

## Производство
17 января 2015 года Fox продлил сериал на второй сезон. Ne-Yo присоединился к шоу в качестве нового музыкального продюсера. 20 апреля было объявлено, что Та’Ронда Джонс и Габури Сидибе были повышены до регулярного состава начиная со второго сезона. 11 мая, в ходе апфронтов, Fox объявил, что сезон будет состоять из восемнадцати эпизодов, разделенных на две части. 20 мая было объявлено, что премьера сезона состоится 23 сентября 2015 года и мыльная опера продолжит транслироваться по средам в девятичасовом вечернем слоте.
2 июня 2015 года было объявлено, что Адам Родригес получил периодическую роль концертного промоутера, которым в сексуальном плане заинтересуется Куки. 26 июня к сериалу присоединилась Тайра Феррелл в роли адвоката. 2 июля к сериалу присоединилась Мариса Томей в роли миллиардера, которая оказывается связана с делами Лайонов.

## Актёры и персонажи
| - Терренс Ховард — Люциус Лайон - Брайшер Грэй — Хаким Лайон - Джусси Смоллетт — Джамал Лайон - Трэй Байерс — Андре Лайон - Грейс Джили — Аника Кэлхун - Кэйтлин Даблдэй — Ронда Лайон - Габури Сидибе — Бекки Уилльямс - Та’Ронда Джонс — Порша Тейлор - Серайя Макнил — Тиана Браун - Тараджи П. Хенсон — Куки Лайон | - Тайра Феррелл — Роксанн Форд - Адам Родригес — Лаз Дельгадо - Мариса Томей — Мими Уайтмен - Андре Ройо — Трасти Роулинз - Адам Буш — Чейз Уан - Таша Смит — Кэрол Хардвей - Вивика А. Фокс | - Крис Рок — Фрэнк Гатерс - Келли Роуленд — Ли Уокер - Алиша Киз - Крис Рок - Ленни Кравиц - Pitbull |

## Эпизоды
| № общий | № в сезоне | Название                                                                  | Режиссёр         | Автор сценария                        | Дата премьеры    | Зрители в США (млн) |
| ------- | ---------- | ------------------------------------------------------------------------- | ---------------- | ------------------------------------- | ---------------- | ------------------- |
| 13      | 1          | «The Devils Are Here» «Демоны все еще здесь»                              | Ли Дэниелс       | Дэнни Стронг и Айлин Чайкен           | 23 сентября 2015 | 16,18               |
| 14      | 2          | «Without a Country» «Без родины»                                          | Ди Рис           | Карлито Родригес                      | 30 сентября 2015 | 13,74               |
| 15      | 3          | «Fires of Heaven» «Небесный огонь»                                        | Крэйг Брюэр      | Аттика Локк                           | 7 октября 2015   | 13,10               |
| 16      | 4          | «Poor Yorick» «Бедный Йорик»                                              | Дэнни Стронг     | Дэнни Стронг                          | 14 октября 2015  | 12,22               |
| 17      | 5          | «Be True» «Будь честен»                                                   | Кевин Брэй       | Венди Кэлхун и Джанейка Джеймс        | 21 октября 2015  | 12,28               |
| 18      | 6          | «A High Hope for a Low Heaven» «Большие надежды на маленький клочок неба» | Марио Ван Пиблз  | Роберт Мунич                          | 28 октября 2015  | 11,68               |
| 19      | 7          | «True Love Never» «Истинная любовь никогда»                               | Сильвен Уайт     | Ингрид Эскахеда                       | 4 ноября 2015    | 11,20               |
| 20      | 8          | «My Bad Parts» «Мои плохие черты»                                         | Санаа Хамри      | Малкольм Спэллман                     | 18 ноября 2015   | 11,34               |
| 21      | 9          | «Sinned Against» «Грех против»                                            | Пол Маккрейн     | Эрик Хэйвуд                           | 25 ноября 2015   | 9,21                |
| 22      | 10         | «Et Tu, Brute?» «И ты, Брут?»                                             | Санаа Хамри      | Рада Бланк                            | 2 декабря 2015   | 11.81               |
| 23      | 11         | «Death Will Have His Day» «У смерти будет свой день»                      | Дэнни Стронг     | Дэнни Стронг                          | 30 марта 2016    | 12,46               |
| 24      | 12         | «A Rose by Any Other Name» «Роза любым другим именем»                     | Майкл Энглер     | Айлин Чайкен                          | 6 апреля 2016    | 11,34               |
| 25      | 13         | «The Tameness of a Wolf» «Послушность волка»                              | Пэрис Барклай    | Аттика Лок и Джошуа Аллен             | 13 апреля 2016   | 10,11               |
| 26      | 14         | «Time Shall Unfold» «Время раскрывается»                                  | Чериен Дабис     | Айанна Флойд Дэвис                    | 20 апреля 2016   | 9,56                |
| 27      | 15         | «More Than Kin» «Больше, чем родня»                                       | Санаа Хамри      | Эрик Хэйвуд и Малкольм Спэллман       | 27 апреля 2016   | 10,03               |
| 28      | 16         | «The Lyon Who Cried Wolf» «Лион, который кричал волк»                     | Миллисент Шелтон | Джошуа Аллен                          | 4 мая 2016       | 9,39                |
| 29      | 17         | «Rise by Sin» «Восхождение на грех»                                       | Пол Маккрейн     | Айанна Флойд Дэвис и Джейми Розенгард | 11 мая 2016      | 9,81                |
| 30      | 18         | «Past Is Prologue» «Прошлое — это пролог»                                 | Санаа Хамри      | Ли Дэниелс и Айлин Чайкен             | 18 мая 2016      | 10,88               |